# Acta litteraria Regni Poloniae et Magni Ducatus Lithuaniae
Acta litteraria Regni Poloniae et Magni Ducatus Lithuaniae war eine historische und literarische Zeitung, die in Polen-Litauen in der Epoche der Aufklärung in lateinischer Sprache quartalsweise erschien. Sie war die Fortsetzung der deutschsprachigen Zeitung Warschauer Bibliothek.

## Geschichte
Erstmals herausgegeben wurde die Acta litteraria Regni Poloniae et Magni Ducatus Lithuaniae 1755 in Warschau und Leipzig im Verlagshaus von Lorenz Christoph Mizler, der auch schon zuvor die Warschauer Bibliothek herausgegeben hatte. Sie gilt als eine der ersten polnischen Wissenschaftszeitungen im Geist der Polnischen Aufklärung.
Mizlers Ziel war es, die Reformen in der Zeit August III. in Polen voranzutreiben. Er erhielt Unterstützung der Brüder Józef Andrzej Załuski sowie Andrzej Stanisław Załuski, und die Zeitung wurde zum Sprachrohr der Załuski-Bibliothek. Finanziell wurde Mizler bei der Herausgabe von Józef Aleksander Jabłonowski unterstützt. Ebenso wie in der Warschauer Bibliothek  kritisierte Miller das feudale System in Polen-Litauen und setzte sich für die Rechte des Bürgertums und der Bauern ein. Er konzentrierte sich jedoch mehr auf die historisch-juristische Problematik als in der Warschauer Bibliothek. Teil der Acta litteraria Regni Poloniae et Magni Ducatus Lithuaniae war der Literaturteil Nova littera Polonica, in dem unter anderem Franciszek Bohomolec, Jan Daniel Janocki und Stanisław Konarski publizierten. Die letzte Ausgabe erschien im Todesjahr August III. 1763.